# Pedro Bantigue
Pedro Bantigue y Natividad (Hagonoy, 31 januari 1920 – San Pablo, 20 november 2012) was een Filipijnse rooms-katholieke geestelijke. Van 1967 tot 1995 was hij bisschop van San Pablo.

## Carrière
Op 31 mei 1945 werd Bantigue tot priester gewijd. Van 1946 tot 1954 was hij secretaris van de aartsbisschop van Manilla. Op 41-jarige leeftijd werd hij benoemd tot hulpbisschop van Manilla en titulair-bisschop van Catula. Toen op 28 november 1966 het nieuwe bisdom San Pablo werd gecreëerd, werd Bantigue benoemd als eerste bisschop van dat bisdom. Hij zou er bijna dertig jaar bisschop blijven, totdat hij op 12 juli 1995 met pensioen ging. Hij werd opgevolgd door bisschop Bernardino Cruz Cortez.
Bantigue overleed op 92-jarige leeftijd op de intensive care van het San Pablo Medical Center.